# دوران‌جان ارگاشف
دوران‌جان صادرویچ ارگاشف (متولد ۱۹ مارس ۱۹۸۸) بازیکن فوتبال اهل تاجیکستان است که به عنوان مدافع میانی برای باشگاه بنیادکار و تیم ملی تاجیکستان بازی کرده‌است.